# Paris Fashion Week

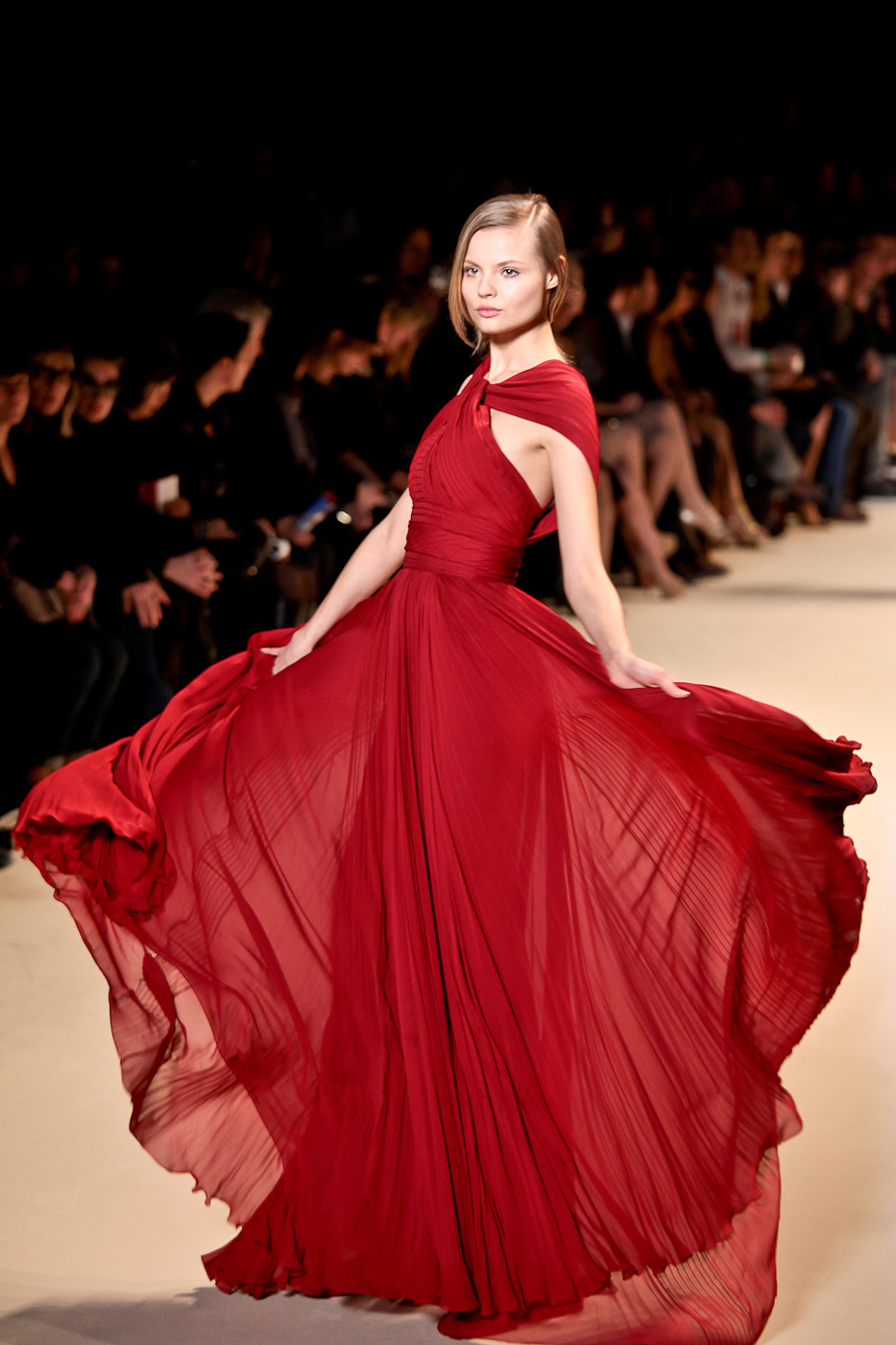
Mode von Elie Saab auf der Paris Fashion Week, Herbst 2011

Die Paris Fashion Week (französisch Semaine de la mode de Paris) ist eine zweimal im Jahr in Paris stattfindende Modewoche, die besonders im Bereich der Damenmode bedeutend ist. Gemeinsam mit den Modewochen in New York, London und Mailand wird sie zu den vier wichtigsten Modewochen der Welt gezählt, den sogenannten „großen Vier“.
Die Paris Fashion Week findet meist als letzte der vier großen Modewochen statt. Ende Februar bzw. Anfang März werden die Kollektionen für den bevorstehenden Herbst und Winter gezeigt, Ende September bzw. Anfang Oktober die Kollektionen für den nächstjährigen Frühling und Sommer. Das Programm der Fashion Week besteht aus mehr als 90 zentral terminierten Modenschauen verschiedener Marken (unter anderem Chanel, Dior, Jean Paul Gaultier und Alexander McQueen), sowie aus verschiedenen weiteren Veranstaltungen und Empfängen, bei denen Mode und Accessoires nur am Rande präsentiert werden.
Neben der Paris Fashion Week, bei der ein Fokus auf der Prêt-à-porter-Mode liegt, gibt es Ablegerveranstaltungen, die sich auf die Haute Couture oder die Herrenmode konzentrieren.